# Joris Valckenier
Joris Valckenier was een Nederlandse stripreeks die werd geschreven en getekend door striptekenaar Gerrit Stapel van de Toonder Studio's. Het is een historische avonturenstrip die speelt in de zeventiende eeuw ten tijde van de Verenigde Oostindische Compagnie (VOC).

## Verhaal
Tijdens een hoogoplopende ruzie tussen de twee broers Joris en Frederik Valckenier, stuurt Frederik, bewindvoerder van de Oostindische compagnie, zijn broer mee met "De Kraanvogel", een schip waarover kapitein Koebeest het gezag voert. Het schip mist aansluiting met het konvooi en raakt in een storm nog meer achterop. Als het weer opklaart ziet Joris twee schipbreukelingen ronddobberen. Eenmaal aan boord blijken het een Franse dame van goede familie en haar gouvernante te zijn. De Kraanvogel, die geld vervoert, wordt aangevallen door zeerovers. De opvarenden worden gevangen genomen en op een eiland gevangen gehouden. Dankzij het vermetel optreden van Joris Valckenier komt alles toch nog goed.

## Publicatie
De stripreeks werd van 30 mei tot en met 7 november 1964 gepubliceerd in de krant De Telegraaf. In 1984 werd het verhaal uitgegeven in twee albums door uitgeverij Arboris in de reeks Uit de Toonder Studio's.